# Субміліметрова астрономія

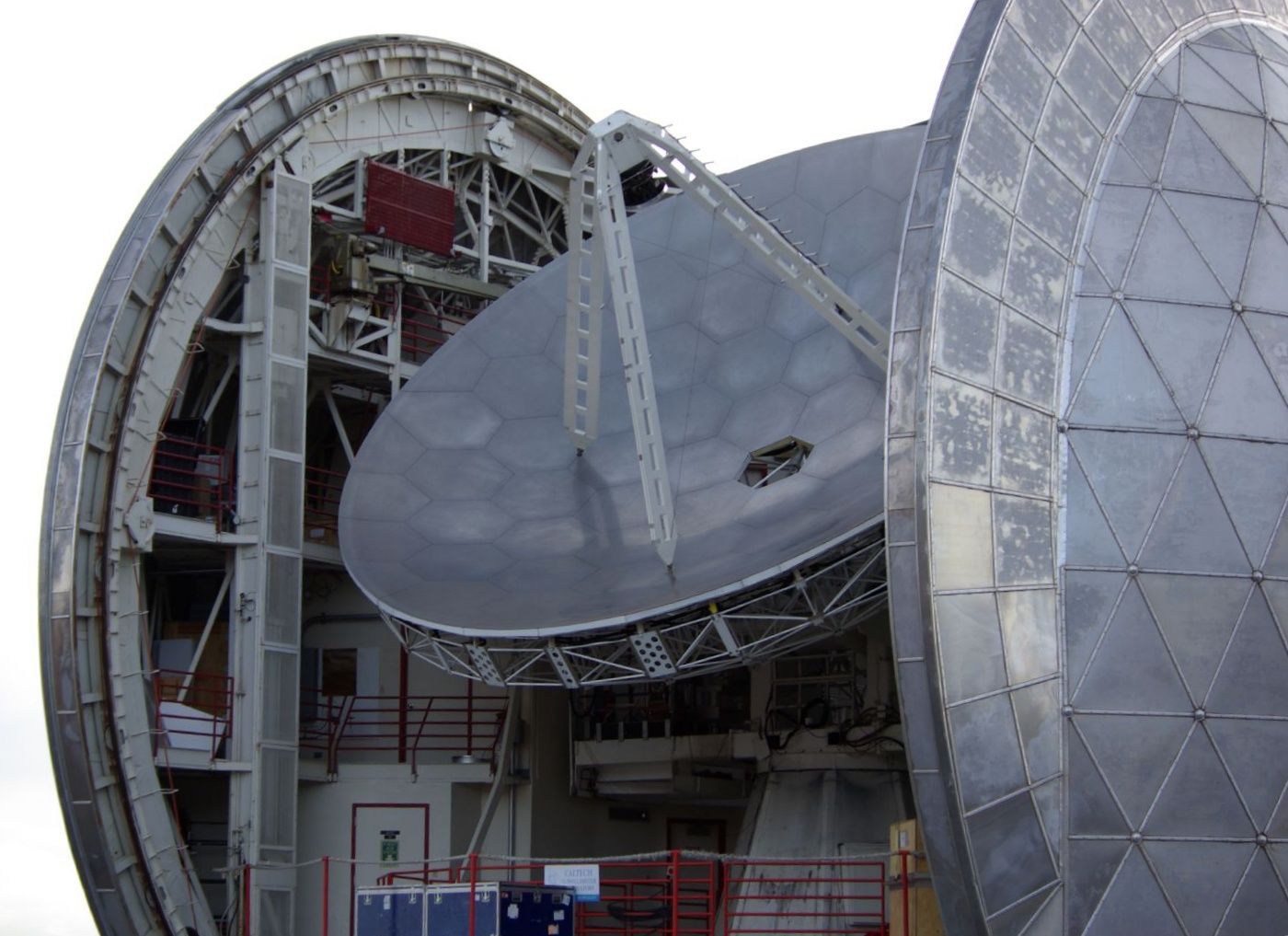
Калтекська субміліметрова обсерваторія на Мауна-Кеа була введена в експлуатацію в 1988 році і має тарілку діаметром 10,4 м

Астрономія далекого ІЧ діапазону (субміліметрова астрономія) — галузь спостережної астрономії, яка проводиться на частині субміліметрових хвиль (тобто терагерцове випромінювання) електромагнітного спектра. Астрономи розміщують субміліметрові хвилі між діапазонами дальніх інфрачервоних і МХВ і зазвичай відносять до неї хвилі довжиною від декількох сотень мікрометрів до міліметра[джерело?]. В субміліметровій астрономії також досі зустрічається позначення довжин хвиль у 'мікронах', старій назві мікрометра.
За допомогою субміліметрових спостережень, астрономи досліджують молекулярні хмари і ядра темних туманностей з метою з'ясування процесу зореутворення з перших колапсів до народження зорі. Субміліметрові спостереження цих темних туманностей можуть використовуватися, щоб визначити хімічний склад і механізмів охолодження молекули, з яких вони складаються. Крім того, субміліметрові спостереження дають інформацію про механізми виникнення та еволюція галактик.

## Наземна субміліметрова астрономія

Панорамний вид на плато Чайнантор, що охоплює близько 180 градусів з півночі (ліворуч), південь (праворуч), показує антени Атакамського великого міліметрового масиву.

Найбільш істотним обмеженням для виявлення астрономічного випромінювання на субміліметрових хвилях з наземних обсерваторій є викиди в атмосферу, шум і загасання. Як і в інфрачервоному, в субміліметровому діапазоні атмосфери переважають численні водяної пари смуг поглинання і спостереження можливі лише через «вікна» між цими смугами. Ідеальна субміліметрова спостережна обсерваторія вимагає суху, прохолодну, стабільну погоду далеко від міських населених пунктів. На Землі визначено лише декілька таких місць, серед них Мауна-Кеа (Гаваї, США), Льяно-де-Чайнантор на плато Атакама (Чилі), Південний полюс, і Ханле в Індії (Індійська астрономічна обсерваторія в Гімалаях). Порівняння показують, що всі чотири місця є відмінними для субміліметрової астрономії, і серед них Мауна Кеа, мабуть, найбільш доступна. В останні роки виник інтерес до арктичних ділянок на великих висотах, особливо станція Самміт в Гренландії, де виміри водяної пари в атмосфері завжди кращі для астрономії, ніж на Мауна-Кеа (однак екваторіальної широта 19 градусів Мауна-Кеа означає, що тут можна спостерігати більше південного неба, ніж у Гренландії).
В Обсерваторії плато Чайнантор розміщений Atacama Pathfinder Experiment (APEX), найбільший субміліметровий телескоп, що працює в Південній півкулі, і найбільший у світі наземний астрономічний проект, Атакама великий міліметровий масив (ALMA), інтерферометр для спостережень на субміліметрових довжинах хвиль, складений з 54 12-метрових і 12 7-метрових радіотелескопів.
Субміліметровий масив (SMA) — це ще один інтерферометр, розташований на Мауна-Кеа, що складається з восьми 6-метрових радіотелескопів. Найбільший існуючий субміліметровий телескоп імені Джеймса Клерка Максвелла також розташований на Мауна-Кеа.

## Субміліметрова астрономія з вищих шарів атмосфери
У стратостатах і літаках можна піднятися ще вище у атмосфері. Двома прикладами є експеримент BLAST та SOFIA, відповідно, хоча остання може також здійснювати спостереження на ближчих інфрачервоних хвилях.

## Субміліметрова астрономія з космосу
| Порівняння  |      |               |            |
| Назва       | Рік  | Довжина хвилі | Діафрагма  |
| Людське око | -    | 0.39-0.75 мкм | 0,01 м     |
| SWAS        | 1998 | 540 мкм 610   | 0.55 — 0.7 |
| Гершель     | 2009 | 55-672 мкм    | 3.5 м      |

Спостереження на субміліметрових хвилях з космосу усувають наземні обмеження атмосферного поглинання. Астрономічний супутник субміліметрових хвиль (SWAS) був запущений на низьку навколоземну орбіту 5 грудня 1998 р. як одна з місій програми НАСА маленьких дослідників (SMEX). Місія космічного апарата — цільові спостереження гігантських молекулярних хмар і ядер темних туманностей. У центрі уваги SWAS п'ять спектральних ліній: води (Н2О), ізотопної води (Н218O), ізотопного монооксиду вуглецю (13CO), молекулярного оксигену (О2) і нейтрального вуглецю (C I).
Мета супутника SWAS була змінена у червні 2005 року на підтримку місії НАСА «Deep Impact». SWAS надавав дані про утворення води на кометі до кінця серпня 2005 року.
Європейське космічне агентство запустило космічний телескоп Гершель (спочатку він називався «телескопом далекого інфрачервоного та субміліметрового діапазону», FIRST) у 2009 році. Гершель має найбільше дзеркало, коли-небудь запущене в космос, і досліджує випромінювання у далекому інфрачервоному і субміліметровому діапазоні. Він розташований не на навколоземній орбіті, а на орбіті Ліссажу навколо другої точки Лагранжа системи Земля-Сонце. L2 знаходиться приблизно в 1,5 млн. км від Землі і розміщення Гершель зменшує перешкоди від інфрачервоного та видимого випромінювання від Землі і Сонця. Місія Гершель фокусується в першу чергу на походженні та утворенні галактик.